# Vidats István
Vidats István, Vidacs István, (Kalocsa, 1802. december 19. – Budapest, 1883. június 17.) gyártulajdonos, az első magyar mezőgazdasági gépműhely és -gyár alapítója. Vidats János édesapja.

## Élete
Apja szabómester volt. Pesten és Bécsben dolgozott mint lakatos, emellett rajzot és géptant is tanult. 1825-től uradalmi gépész volt Bánátkomlóson. Továbbfejlesztette a hohenheimi ekét, melynek eredményeként létrehozta a 19. századi Magyarországon általánosan elterjedt Vidats-ekét. 1842-ben Pestre költöztette lakatosműhelyét.

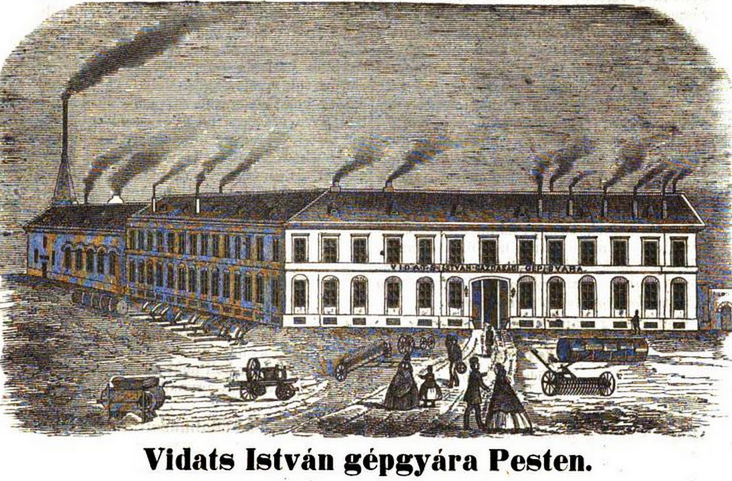
A pesti gépgyár

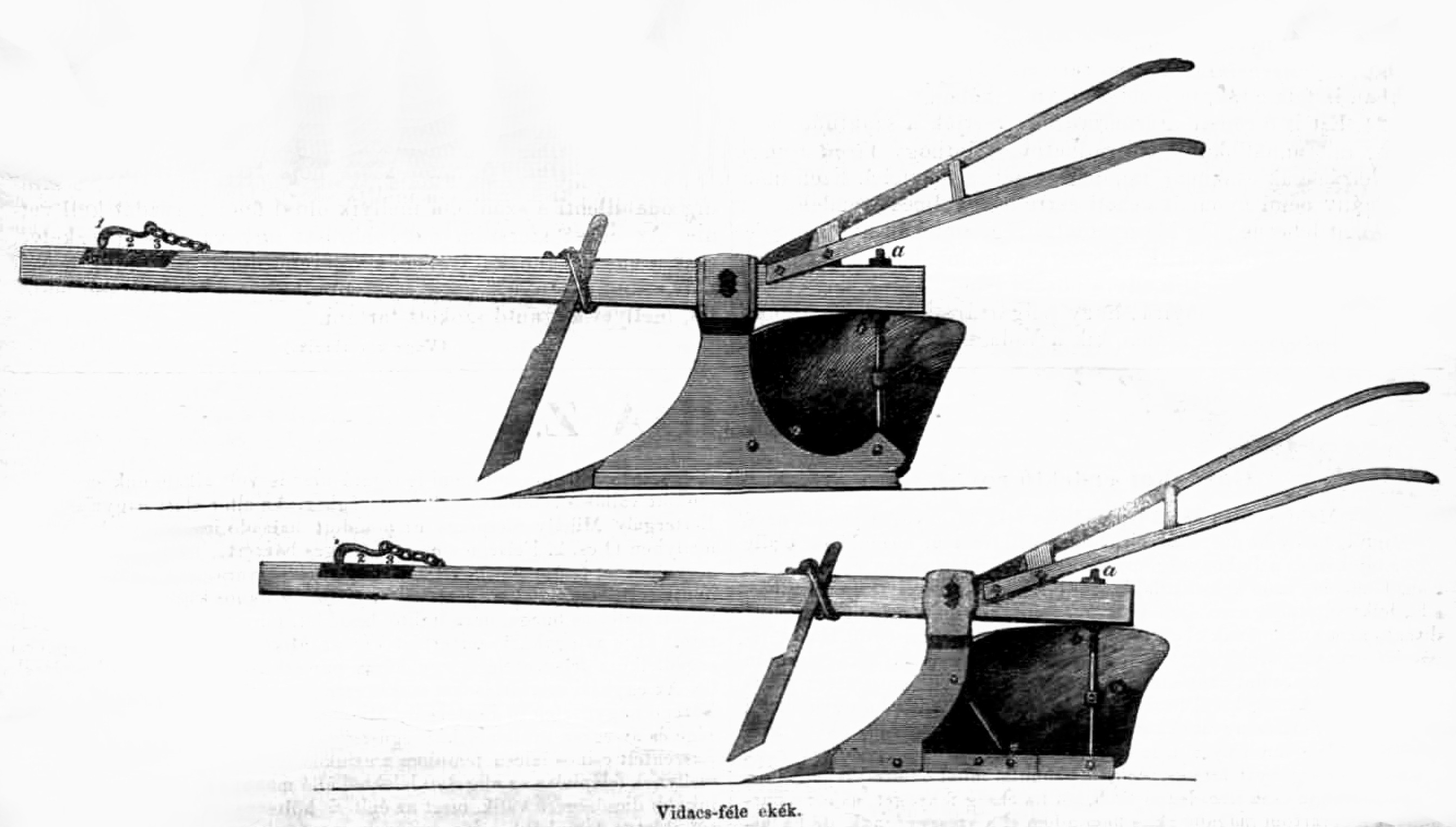
Vidats-ekék

Társult Röck István Jánossal, valamint bérelte a Schlick-féle ferencvárosi vasöntödét, míg üzemét lassanként mezőgazdasági gépgyárrá fejlesztette. 1854-ben megvette a Schlick-gyárat, és ekkor már 80–90 munkás dolgozott üzemében. 1855-ben Vidats Pest város tanácsától „gyárnoki” engedélyt nyert, üzletmenetére oly mértékű felfutás volt jellemző, hogy  1850-ben 600, 1855-ben több mint 3500, 1857-ben pedig már 6000 db ekét értékesített. A mezőgazdasági gépeken kívül élelmiszeripari gépeket is gyártott. Az 1862. évi londoni világkiállításon korszerű ekét, rostát és szecskavágót vásárolt, melyet a saját termékeinek fejlesztéséhez kívánt felhasználni. Egy 4 lóerős gőzcséplőgépet is beszerzett, mely a gyártáshoz mintaként szolgált volna, azonban mégsem valósult meg a kisebb gazdaságok számára is elérhető árfekvésű cséplőgép elkészítése. 1862-ben gazdasági gépgyárat, öntödét és gőzmalmot alakított Craiovában (Románia), ezen gyár termékeit a balkáni államokba és Oroszországba szándékoztak eladni. Megpróbálkozott amerikai rendszerű varrógépek gyártásával is. Az 1869-es pénzválság, az egymás utáni rossz termésű évek és Vidats János halála, valamint az 1873-as gazdasági válság is társult ahhoz, hogy vállalata hanyatlani kezdjen. 1876 után betegsége miatt csődbe jutott a gyára. Elszegényedve hunyt el. Mezőgazdasági gépészeti tárgyú cikkeit korabeli gazdasági szaklapok közölték.